# كرة طين مدرعة

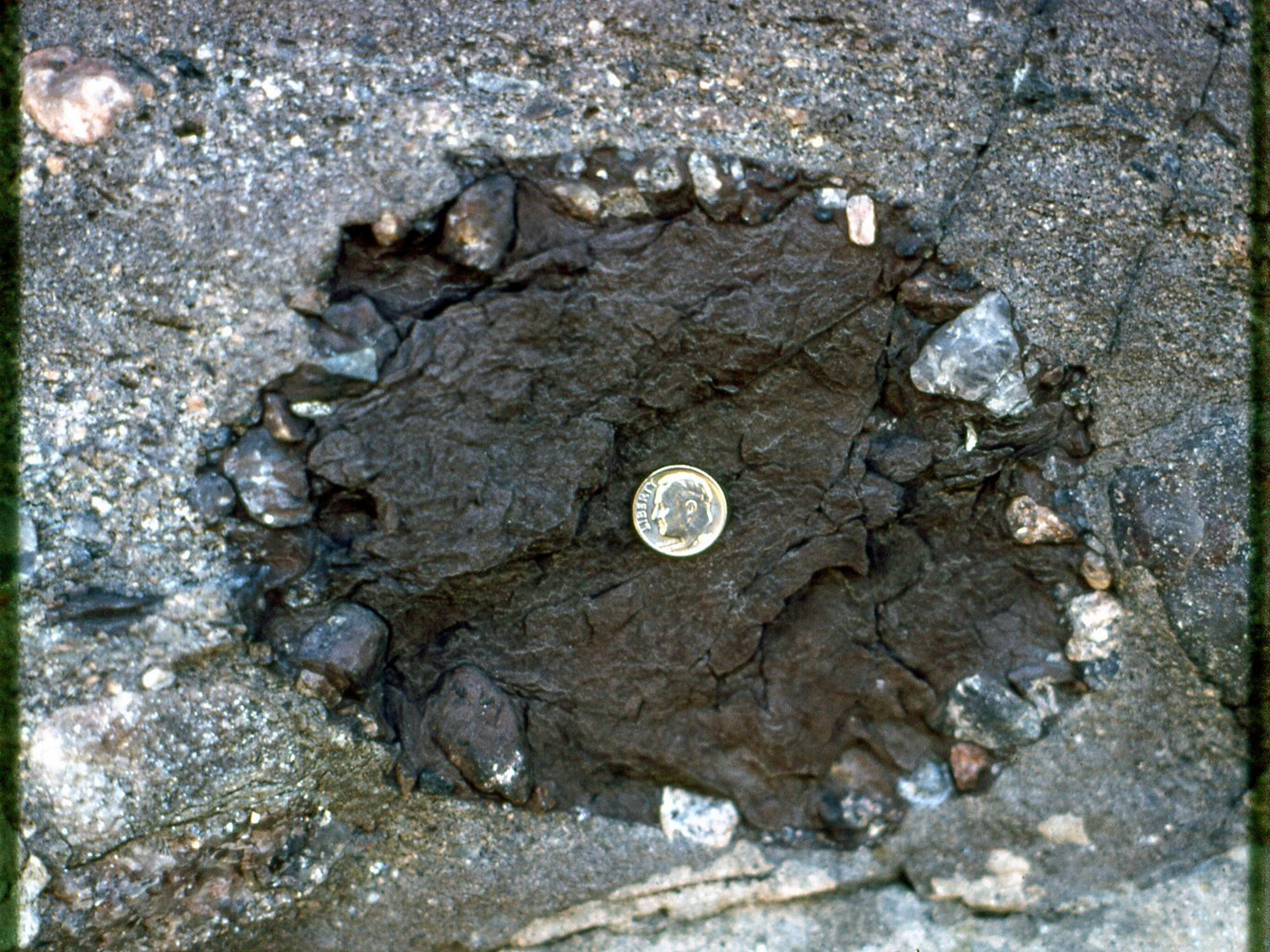
كرة طينية مدرعة من العصر الجوراسي، مع قطعة نقدية معدنية (قطرها 17.9 ملم) لقياس الحجم.

الكرة الطينية المدرعة (armored mud ball) هي بنية رسوبية صغيرة، تتشكل في المياه المتدفقة، وتتكون من قطعة من الطين الذي تدحرج بفعل التيارات إلى شكل كروي، والذي أصبح بعد ذلك مغطى بطبقة من الرمل أو الحصى التي تعمل درع حماية لها من المزيد من الانهيار. يمكن أن يتراوح حجمها من أقل من سنتيمتر واحد إلى 50 سنتيمترًا في القطر. وعادة ما يكون قطرها ما بين 5 إلى 10 سنتيمترات. من المعروف أن كرات الطين تتشكل في العديد من أجزاء العالم، خاصة في البيئات النهرية أو البحيراتية أو البحرية.
في ظل ظروف الدفن السريع، يمكن أن تندمج كرات الطين المدرعة في الرواسب الأخرى التي تشكل فيما بعد الصخور الرسوبية. تعتبر حالات الكشف عن هذه الكرات الطينية المدرعة المتحجرة نادرة جدًا، ولكنها معروفة من عدد صغير من المواقع حول العالم.

## علم أصول الكلمات
أطلق الجيولوجي لون د. كارترايت الإبن اسم "كرات البودنغ" في الأصل على هذه الهياكل في عام 1928. ومع ذلك، نظرًا لأن الحصى التي تحميها ليست موزعة بالتساوي في جميع أنحاء الجسم الطيني، وتتواجد فقط على السطح الخارجي، فقد اقترح الجيولوجي هيو ستيفنز بيل اسم "كرة الطين المدرعة" في عام 1940، واُعتمد على نطاق واسع منذ ذلك الحين.

## التشكيل

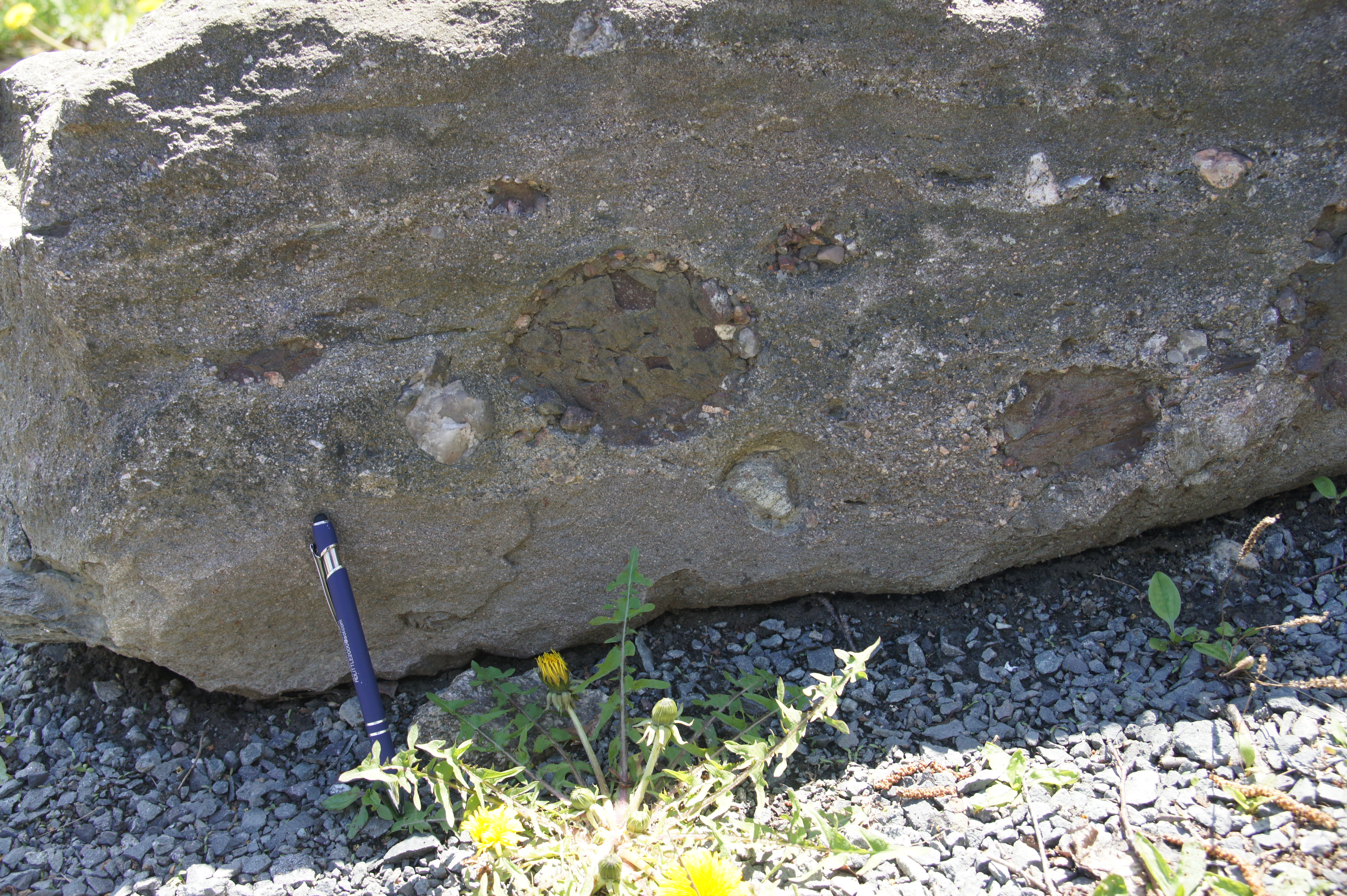
كرات طينية مدرعة متحجرة في تكوين تيرنرز فولز الذي يعود إلى العصر الجوراسي، تيرنرز فولز، ماساتشوستس

### ما قبل التصلب
في أوائل القرن العشرين، افترض جيمس جاردنر أن هذه الهياكل تشكلت من تراكم جزيئات الطين الدقيقة أثناء تدفقها على طول المجاري المائية، مما أدى تدريجيًا إلى بناء حلقات متحدة المركز من الرواسب عن طريق عملية الالتصاق حتى تسبب وزنها في النهاية في التوقف عن التدحرج مع التيار. لمدة عشرين عامًا تقريبًا، ظلت هذه النظرة سائدة على الرغم من اقتراح سابق في عام 1875 من قبل جونز وكينج بأن كرات الطين الموجودة على الشواطئ تشكلت من شظايا مكسورة من طين المنحدرات المجاورة والتي تدحرجت بعد ذلك بفعل حركة الأمواج.:3  
بحلول عام 1940، أصبح من المقبول بشكل عام أن تكونها كان بسبب تدحرج شظايا الطين المكسورة وليس التكتلات بالمرة.
كرات الطين المدرعة مشتقة من شظايا مادة الفخار أو الطين التي تنفصل عن طبقات الرواسب الأصليةنتيجة عملية التآكل، التي عادة ما تكون في أماكن مثل المنحدرات البحرية أو جرف الأنهار. حيث تغسل شظايا الطين وتتدحرج بواسطة المياه المتدفقة لتصبح مغطاة بجزيئات أكبر من قاع مجرى المياه. تشكل الجسيمات، التي تكون عادةً عبارة عن رمل أو حصى، "درعًا" يسمح للكرة الطينية بالاحتفاظ بشكلها أثناء النقل. وهذا مهم بشكل خاص بالنسبة لكرات الطين المدرعة التي تتشكل في تدفقات الرواسب في أعماق المحيطات المعروفة بإسم تيارات العكارة، حيث تصبح شظايا الطين المتآكلة في البداية من الأخاديد تحت الماء مغطاة بدرع رملي يسمح لها بالسفر لعشرات الكيلومترات دون أن يتم تدميرها. ويمكن كذلك أن تحمل كرات الطين المدرعة التي تشكلت بفعل حركة الأمواج في البيئات الشاطئية أحيانًا درعًا من شظايا الصدف البحرية بدلاً من الحصى.

### التحجر
على الرغم من إسمها، فإن كرات الطين المدرعة تكون هشة للغاية وتتفكك غالبًا بعد الجفاف، مما يجعلها حدثًا نادرًا في السجل الجيولوجي. ورغم ذلك، إذا تم دفن كرات الطين المدرعة بسرعة، فهناك احتمال أن تتصلب مع الرواسب المدفونة فيها وتظل محفوظة لملايين السنين. يتم الحفاظ على كرات الطين نفسها على شكل قطع صغيرة من الحجر الطيني أو الحجر الطمي محاطة بحلقة من الحصى.

## أمثلة
في 1972، وصف تيتشرت وكوميل كرات الطين المدرعة من منطقة كاب ستوش في شرق جرينلاند. كانت هذه العينات غير عادية لأن نواتها تعرضت للتآكل، لكن جزءًا من الدرع كان يحتوي على حفريات تعرضت للتآكل من طبقات أقدم وأعيد ترسبها مع كرات الطين المدرعة في رواسب العصر الثلاثي.
عثر على كرة طينية مدرعة من رواسب العصر الإيوسيني بالقرب من فيينا، النمسامن طرف ريختر في1926.
في1928، وصف كارترايت "كرات البودنج" من تكوين بيكو البليوسيني في رباعية فينتورا، كاليفورنيا.
في 1959، ذكر كوجلر وساندرز كرات طينية مدرعة يرجع تاريخها إلى العصر الميوسيني في ترينيداد، والإيوسيني في الإكوادور، والجوراسي في سفالبارد. تحتوي نماذج سفالبارد على شظايا قذائف للدروع، مما يشير إلى أنها تشكلت في بيئة شاطئية.
1964، أبلغ ستانلي عن العثور على كرات الطين المدرعة في رواسب القنوات البحرية في عصر الإيوسين من فرنسا.
في 1981, اكتشف ليتل كرات طينية مدرعة محفوظة جيدًا في رواسب المروحة الرسوبية من الحجر الرملي تيرنرز فولز من العصر الجوراسي السفلي من تيرنرز فولز، ماساتشوستس. حيث تم العثور على ما مجموعه 25 كرة في كتل الحجر الرملي المستخرجة والتي كانت تستخدم كمرسيات كابلات لجسر معلق غير صالح للاستخدام الآن فوق نهر كونيتيكت. كشفت التحقيقات اللاحقة التي أجراها ليتل عن المزيد من هذه الكرات من تكوين تيرنرز فولز في بلدتي تيرنرز فولز وجيل، بالإضافة إلى تكوين شوغرلوف الثلاثي العلوي في بلدتي جرينفيلد وديرفيلد، ماساتشوستس. تعتبر الأمثلة من وادي نهر كونيتيكت في غرب ماساتشوستس جديرة بالملاحظة بشكل خاص لأنها من بين أفضل أنواع كرات الطين المدرعة المحفوظة والتي يمكن الوصول إليها بسهولة في العالم.

## روابط خارجية
قالب:Sediment transport